# بارت بوك
بارت بوك (بالهولندية: Bart Jan Bok) (و. 1906 – 1983 م) هو عالم فلك من مملكة هولندا. ولد في هورن. كان عضوًا في الأكاديمية الأمريكية للفنون والعلوم، والأكاديمية الملكية الهولندية للفنون والعلوم.
توفي في توسان، أريزونا، عن عمر يناهز 77 عاماً. بسبب نوبة قلبية.

## التعليم
تعلم في جامعة ليدن، وجامعة خرونينغن.

## مناصب وهيئات
أدار جامعة هارفارد.

## جوائز
حصل على جوائز منها:
- جائزة المحاضر لهنري نوريس راسيل (1982)
- جائزة كلومبي-روبرتس (1982)
- وسام بروس (1977)
- زمالة غوغنهايم.